# Антіохія (фема)
Фема-дукат Антіохія (грец. θέμα Ἀντιόχεια) — військово-адміністративна одиниця Візантійської імперії (фема), яка розташовувалась в Сирії та на півдні Малої Азії (сучасні Туреччина, Сирія, Ліван). Назва походить від міста Антіохія. Утворено 969 року. Припинила існування 1084 року внаслідок захоплення сельджуками.

## Історія
Після відвоювання Антіохії в арабів 969 року отримала статус феми. Мала вкрай важливе стратегічне значення для захисту південних областей Малої Азії від вторгнення мусульман. Водночас стала опорою для наступу візантійців на північну Сирію та Палестину. Основними ворогами були еміри Алеппо і Триполі.
З 990-х років дуки Антіохії вели тривалі війни з Фатімідським халіфатом та Хамданідами. Лише на початку XI ст. вдалося стабілізувати ситуацію, відбивши усі наступи. При цьому було створено передумови для розширення володінь імперії. разом з тим Антіохія ставала центром заколотів проти імператорської влади, зокрема 989 року під орудою Фоки, 1034 року — на чолі із Елпідієм.
У 1030 році Антіохія стала зосередженням військ, які готувалися захопити Алеппо, проте візантійці зазнали поразки. Втім, згодом до 1040 року дії дук Антіохії були в цілому вдалими, що дало змогу розширити володіння в горах Лівану й на сході, зайнявши Едесу, де було створено самостійну фему.
З кінця 1050-х років в межі феми починають вдиратися сельджуки. Боротьба з ними тривала з перемінним успіхом. Але в цілому ворог зумів задати низки поразок та значної шкоди господарству. Після 1071 року, коли візантійське військо зазнало важкої поразки у битві при Манцикерті, дуки Антіохії в цілому зуміли зберегти контроль над ввіреними територіями. Але боротьба із нападами сельджуків погіршувалося діями Філарета Варажнуні, який став створювати фактично незалежну державу. У 1078 році за підтримки місцевого населення Варажнуні зайняв Антіохію та решту феми. Втім вже у 1086 році султан Сулейман ібн Кутулмиш захопив Антіохію. З цього часу фема офіційно припинила існування.
Номінально титул дуки Антіохії у 1108 році отримав Боемунд Антіохійський відповідно до Девольської угоди 1108 року.

## Адміністрація
Охоплювала старовинні території Кілікії та Фінікії, частково Сирії. Тут розташовувалися численні міста-порти (найзначущими були Тарс і Лаодікея), що відігравали велику роль як військові бази, так й торговельні центри, через які йшла посередницька торгівля зі Сходом.
На чолі стояв дука, тому часто цю провінцію розглядають як дукат, що давала більш значущий статус. До складу входили напівсамостійні стратегіди Артах, Телух, Зоуме, Мавроурос, Луло, Ларисса Сирійська, Баграс, Ворсет. Більшість з них були укріпленими пунктами або фортецями, очільники яких задля більш вправної оборони були наділені ширшими правами, ніж турмархи.

## Відомі стратеги
- Євстафій Малейн (969—970)
- Михайло Вурца (970—976)
- Лев Меліссен (978)
- Барда Фока (978—979)
- Лев Фока (979—990)
- Роман Склір (990—991)
- Даміан Далассен (995—998)
- Никифор Уран (999—1007)
- Костянтин Далассен (1024—1025)
- Михайло Спонділ (1026—1029)
- Поф Аргир (1029)
- Феофілакт Далассен (1032—1034)
- Елпідій (1034)
- Никита Пафлагон (1034)
- Костянтин Пафлагон (1037—1041)
- Стефан Калафат (1041—1042)
- Михайло Контостефан (1050—1053)
- Роман Склір (1054—1055), вперше
- Катакалон Кекавмен (1055—1056)
- Роман Склір (1057—1058), вдруге
- Адріан Далассен (1058—1059)
- Никифор Вотаніат (1059—1062)
- Йосип Тарханейот (1072—1074)
- Катакалон Тарханейот (1074)
- Ісаак Комнін (1074—1078)
- Філарет Варажнуні (1078—1086)